# Paraheminodus
Paraheminodus és un gènere de peixos pertanyent a la família dels peristèdids.

## Taxonomia
- Paraheminodus kamoharai (Kawai, Imamura & Nakaya, 2004)[2]
- Paraheminodus longirostralis (Kawai, Nakaya & Séret, 2008)[3]
- Paraheminodus murrayi (Günther, 1880)[4][5][6][7][8][9]